# Декстер (Мејн)
Декстер (енгл. Dexter) насељено је место без административног статуса у америчкој савезној држави Мејн.

## Демографија
По попису из 2010. године број становника је 2.158, што је 43 (-2,0%) становника мање него 2000. године.
| Група             | 2000.         | 2010.         |
| Белци             | 2.145 (97,5%) | 2.059 (95,4%) |
| Афроамериканци    | 12 (0,5%)     | 7 (0,3%)      |
| Азијати           | 4 (0,2%)      | 15 (0,7%)     |
| Хиспаноамериканци | 17 (0,8%)     | 32 (1,5%)     |
| Укупно            | 2.201         | 2.158         |